# Stålboms konditori
Stålboms konditori är ett konditori i Falkenberg, grundat av Pelle Stålbom år 1957 . Konditoriet var först en snack bar men ombildades till ett traditionellt konditori omkring 1960. Det har drivits av familjen Stålbom i två generationer. 
År 1999 flyttade konditoriet från sin ursprungliga plats i centrala Falkenberg (torget) till nuvarande läge, och fick då tillgång till en stor trädgård. 
Sedan 2003 har Stålboms varit mest känt för sin musiksatsning under sommaren i konditoriets trädgård, med artister som Carl-Johan Vallgren, Bo Kaspers orkester, Eva Dahlgren, Amanda Jenssen,  Salem Al Fakir, Louise Hoffsten, Orup, Soundtrack of our lives, Rebecka Törnqvist m.fl. Trädgården rymmer 400 sittande konsertgäster.
Stålboms konditori har i samarbete med ett tjugotal av artisterna utgivit en kokbok.